# 催眠術師Dai
催眠術師Dai（さいみんじゅつし だい、1993年5月25日 ） ）は、日本の催眠術師、俳優。本名、掛川大輔。埼玉県草加市出身。
株式会社Alba所属。2019年、TBS『櫻井・有吉THE夜会』にて、デビュー。

## 略歴
2012年、芸能界に憧れ、ワタナベエンターテイメントカレッジに入学。
同年、舞台『殿といっしょ』のオーディションにて合格し、掛川大輔の名前で俳優デビュー。
2019年、Paravi『恋んトス』にて、特技の催眠術を初披露 し、催眠術師としての活動のきっかけとなる。
同年、TBS『櫻井・有吉THE夜会』にて、『催眠術界の若き天才』として、Daiの名前でデビュー。
イケメンすぎる催眠術師としても話題を集めた。
その後、さまぁ〜ず、はじめしゃちょー、那須川天心、GENERATIONSなど、数々の著名人に催眠術をかけ、バラエティ番組やYouTubeを中心に活躍中。

## 出演

### バラエティ
- 恋んトス（2019年、Paravi）
- らいコレTV（2019年、MXTV）
- 櫻井・有吉THE夜会（2019年、TBS）
- 櫻井・有吉THE夜会（2020年、TBS）(2回目)
- SASUKE（2020年、TBS）
- GENERATIONS高校TV（2021年、ABEMA）
- トレスギ JO1 （2021年、フジテレビ）（催眠術指導）
- ＃ワンチャン賭けとくぅ？（2021年、テレビ朝日）(催眠術監修)

### テレビドラマ
- えにしの記憶シーズン3（2016年、MXTV）-大地　役
- えにしの記憶シーズン4（2017年、MXTV）-大地　役
- べしゃり暮らし（2019年、テレビ朝日）-客　役
- 10の秘密（2020年、フジテレビ）-若手警察官　役

### 映画
- 生贄のジレンマ（2013年、監督:金子修介）-大森和夫　役
- Daughters（2020年、監督:津田肇）-若い男　役

### CM
- Rffineグループ「リセットノススメ」（2019年）
- SPORTS DEPO・ALPEN2020年春夏「adidas#PLAYCASUAL」（2020年）
- 高砂熱学工業「空気の精」（2020年）

### 舞台
- 殿といっしょ（2012年、演出：なるせゆうせい）徳川家康 役
- ドン・カルロ（2014年、演出：アルトゥーロ・マレッリ）修道士 役
- こうもり（2015年、演出：ハインツ・ツェドニク）市民 役
- マノン・レスコー（2015年、演出：ジルベール・デフロ）ウェイター 役
- ザ・パイセン（2015年、演出：伊勢直弘）虫 役
- FABULOUS REVUE BOYS Vol.7（2015年、演出：神崎順）
- FABULOUS REVUE BOYS Vol.8（2015年、演出：神崎順）
- 邦楽器が奏でるｼｬﾝｿﾝｶﾝﾂｫｰﾈ（2016年、演出：花柳琴臣）
- 刀が無いっ！（2016年、演出：三上潤）沖田総司 役
- 毛皮のマリー（2016年、演出：美輪明宏）亡霊 役
- LIFE（2016年、演出：上條恒）時男 役
- 流れる雲よ（2016年、演出：田中寅雄）喜多嶋 役
- GreatJUSTIE 地上30mのヒーロー（2016年、演出：鼓太郎）主演
- 天翔る 海賊放送船に乗って（2016年、演出：田中寅雄）
- 流れる雲よ（2017年、演出：田中寅雄）竹山直彦 役
- ちはやぶる 異聞・本能寺の変（2017年、演出：田中寅雄）
- 道成寺（2017年、演出：さとうしょう）安珍 役

### 雑誌
- GINGER「岡田健史やってみた」（2021年6月号）

## 催眠術をかけた著名人

### タレント
※50音順
- 青山ひかる（グラドル）
- 伊原剛志（俳優）
- 市野瀬瞳（アナウンサー）
- 上原亜衣(元セクシー女優)
- 大阪☆春夏秋冬（アイドル）
- 岡田健史（俳優）
- 推川ゆうり（セクシー女優）
- 神風センセーション（アイドル）
- 川村海乃（女優）
- 黒木渚（シンガーソングライター）
- 群青の世界（アイドル）
- 桜もこ（セクシー女優）
- 里美ゆりあ（セクシー女優）
- さまぁ〜ず（芸人）
- さらば青春の光（芸人）
- 神使轟く、激情の如く。（アイドル）
- 楽しんご（芸人）
- 豊岡さつき(セクシー女優)
- 那須川天心（格闘家）
- 成田凌（俳優）
- 田中聖（タレント）
- ぱーてぃーちゃん (芸人)
- 葉月ゆめ（グラビアアイドル）
- BLUEGOATS(アイドル)
- 松本まりか（女優）
- 宮迫博之(芸人)
- 森七菜（女優）
- 令和華伝（ダンス&ボーカルグループ）
- GENERATIONS from EXILE TRIBE（ダンス&ボーカルグループ）
- Novelbright（ロックバンド）

### YouTuber
※50音順
- 朝倉未来
- あにまるず
- おこさまぷれ〜と。
- オサミンティヌス3世
- 終わった人
- きりたんぽ
- ゲンキジャパン
- 三納物語
- 社会人ですけど何か？
- ジャックポット
- たっくーTVれいでぃお
- 殴られ屋KENJI
- はじめしゃちょー
- はなおでんがん
- 芳賀セブン
- ぷろたん
- BUNZIN
- へきトラ劇場
- ヘラヘラ三銃士
- 宮迫博之
- メサイア(元禁断ボーイズ)
- わきを
- ワタナベマホト
- ゆゆうた
- Pさん
- SKJ Village
- STスタジオ